# Wojtkówka
Wojtkówka est une localité polonaise de la gmina d'Ustrzyki Dolne, située dans le powiat des Bieszczady en voïvodie des Basses-Carpates. Elle se trouve à environ 80 kilomètres au sud-est de la capitale régionale Rzeszów.

## Géographie

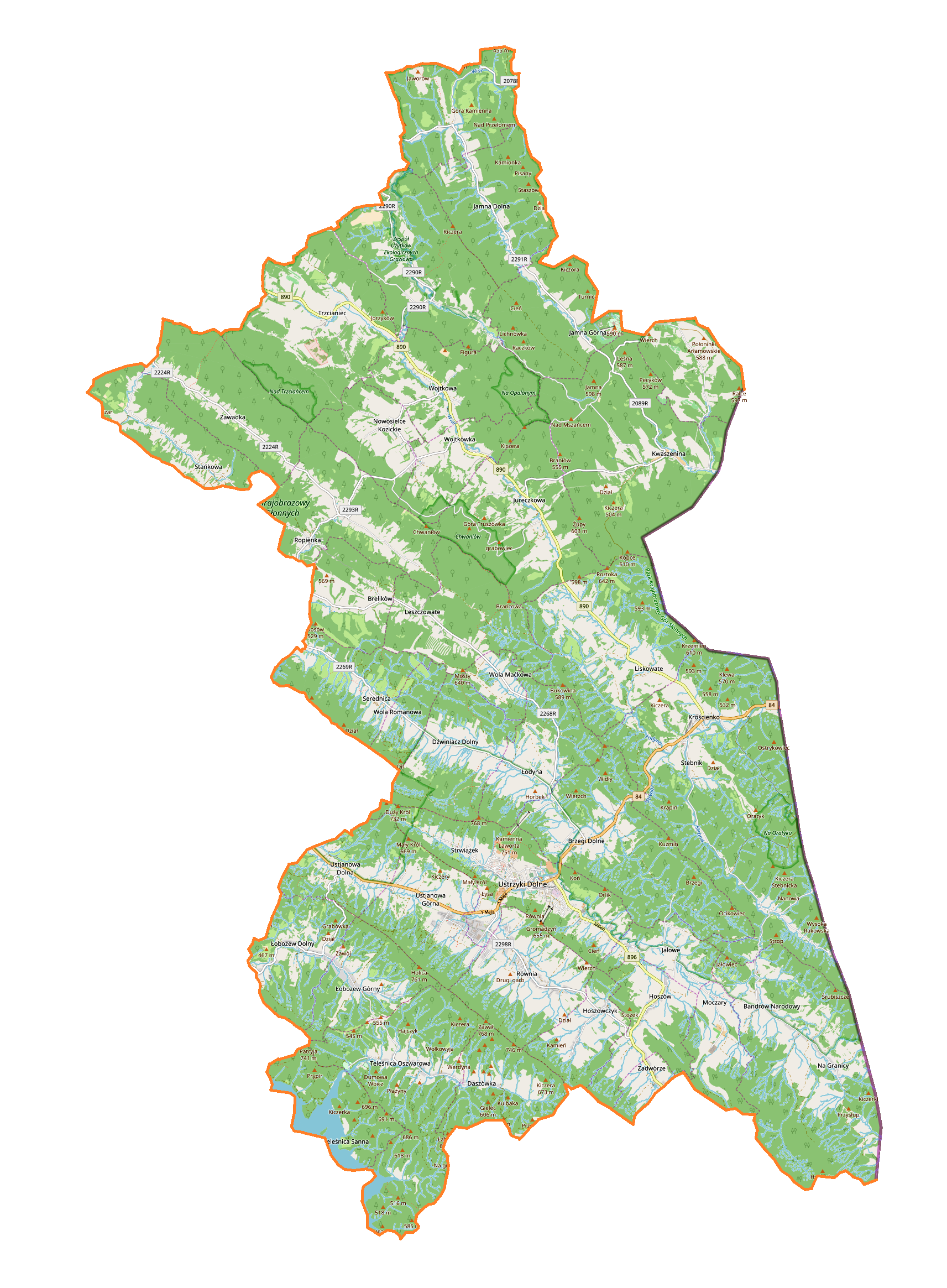
Carte de la gmina d'Ustrzyki Dolne.